# Daewoo Lacetti
La Daewoo Lacetti est une automobile compacte 5 portes produit entre 2002 et 2009 par GM Daewoo en Corée du Sud.
Ce modèle a succédé à la Daewoo Lanos, positionné à cheval entre les catégories de citadine polyvalente et de voiture compacte. Son nom dérive du latin "Lacertus" qui signifie jeunesse, puissance et énergie.
La Lacetti fait partie d'une gamme de 3 modèles avec la berline Nubira dessinée par Pinifarina et la Nubira Station-Wagon de Giugiaro dérivés de la même base technique et partageant de nombreux éléments en commun,. Dans certains pays hors d'Europe, l'ensemble de ces 3 carrosseries étaient commercialisées sous ce nom. Elle était commercialisée aux États-Unis sous la marque Suzuki. Le nom de ce modèle rebadgé est Suzuki Reno.

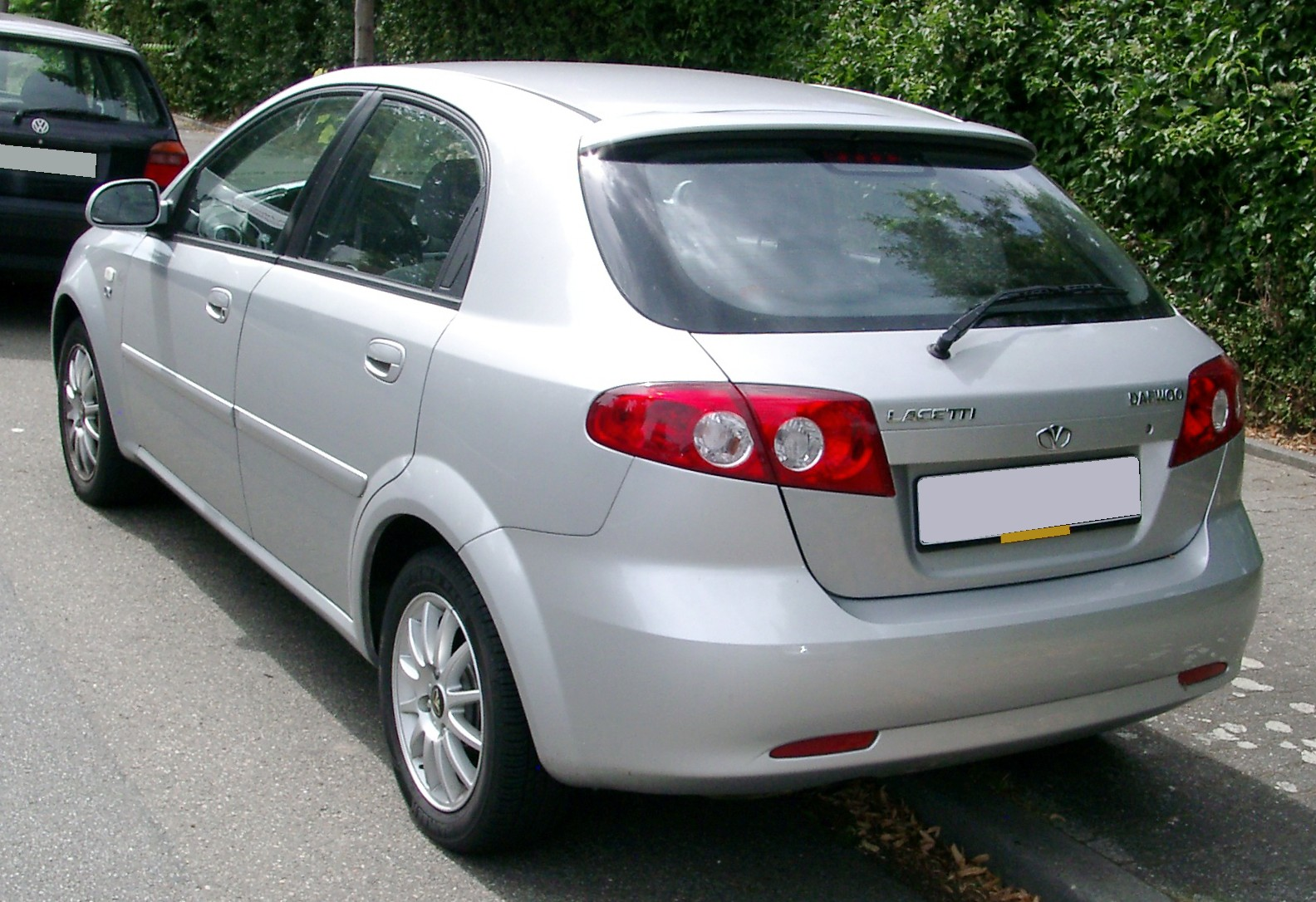
Daewoo Lacetti phase 1

Elle est lancée en France en 2004. Ses tarifs abordables la placent au niveau d'une citadine polyvalente, bien que ses dimensions soient celle d'une automobile compacte.
Au 1er janvier 2005, General Motors décide de retirer la marque Daewoo du marché européen au profit de Chevrolet considérée plus flatteuse. L'ensemble de la gamme est alors vendue sous le nom du constructeur américain, la Daewoo Lacetti devient donc Chevolet Lacetti.
En 2007, un bloc diesel 2.0 TCDi 121 ch rejoint la gamme de la Lacetti,. Ce moteur diesel 2 litres est celui des Chevrolet Epica et Captiva, allégé de 30 ch.
En novembre 2008, les Lacetti et Nubira ont été remplacés par la Chevrolet Cruze, premier modèle de la gamme européenne à avoir été développé et commercialisé dès l'origine sous l'égide de la marque Chevrolet.

## Finitions
Finitions disponibles en France au lancement :
- SE
- SX
- CDX